# 花崗町
花崗町（みかげちょう）は、愛知県岡崎市の町名。現行行政地名は花崗町1丁目と丁目なしの花崗町。小字は持たない。

## 地理
岡崎市の西部に位置し、岡崎市街地の一部となっている。郵便番号は444-0039（集配局：岡崎郵便局）。

## 世帯数と人口
2019年（令和元年）5月1日時点の世帯数と人口は以下の通りである。
| 町丁   | 世帯数 | 人口  |
| ------ | ------ | ----- |
| 花崗町 | 81世帯 | 155人 |

### 人口の変遷
国勢調査による人口の推移
| 1995年（平成7年）  | 217人 | [ 6 ]  |  |
| 2000年（平成12年） | 206人 | [ 7 ]  |  |
| 2005年（平成17年） | 197人 | [ 8 ]  |  |
| 2010年（平成22年） | 178人 | [ 9 ]  |  |
| 2015年（平成27年） | 164人 | [ 10 ] |  |

### 学区
岡崎市市立の小・中学校に通う場合、学区は以下の通りとなる。
| 番・番地等 | 小学校             | 中学校             | 高等学校普通科 |
| ---------- | ------------------ | ------------------ | -------------- |
| 全域       | 岡崎市立梅園小学校 | 岡崎市立甲山中学校 | 三河学区       |

## 歴史
額田郡岡崎裏町を前身とする。

### 町名の由来
当地が花崗石工業の中心地であったことによる。なお、旧町名の裏町は伝馬町の裏通りに位置していたことに由来する。

### 沿革
- 1878年（明治11年）12月28日 - 一部が梅園村となる[14]。
- 1889年（明治22年）10月1日 - 町村制施行に伴い、岡崎横町・岡崎亀井町・岡崎久右衛門町・岡崎魚町・岡崎康生町・岡崎材木町・岡崎十王町・岡崎松本町・岡崎上肴町・岡崎伝馬町・岡崎田町・岡崎唐沢町・岡崎島町・岡崎投町・岡崎能見町・岡崎八幡町・岡崎板屋町・岡崎福寿町・岡崎門前町・岡崎祐金町・岡崎裏町・岡崎両町・岡崎連尺町・岡崎六地蔵町・岡崎籠田町・菅生村・中村・梅園村・八帖村・六供村が合併し、岡崎町大字裏となる[14]。
- 1916年（大正5年）7月1日 - 市制施行に伴い、岡崎市大字裏となる[15]。
- 1917年（大正6年）7月1日 - 花崗町に改称[15]。
- 1957年（昭和32年）11月15日 - 上肴町・伝馬町・梅園町・久右衛門町・亀井町の一部を編入し1丁目を設置。一部が伝馬通1〜2丁目・亀井町1丁目となる[16][15]。

## 交通
- 愛知県道477号東大見岡崎線
  - モダン道路
- 石屋町通り

## 施設
- 秋葉山常夜燈 - 文化10年（1813年）建立[17]。
- 岡崎警察署伝馬交番

## 出身者
- 山本鼎[18][19] - 版画家・洋画家・教育者。